# Michael Boogerd

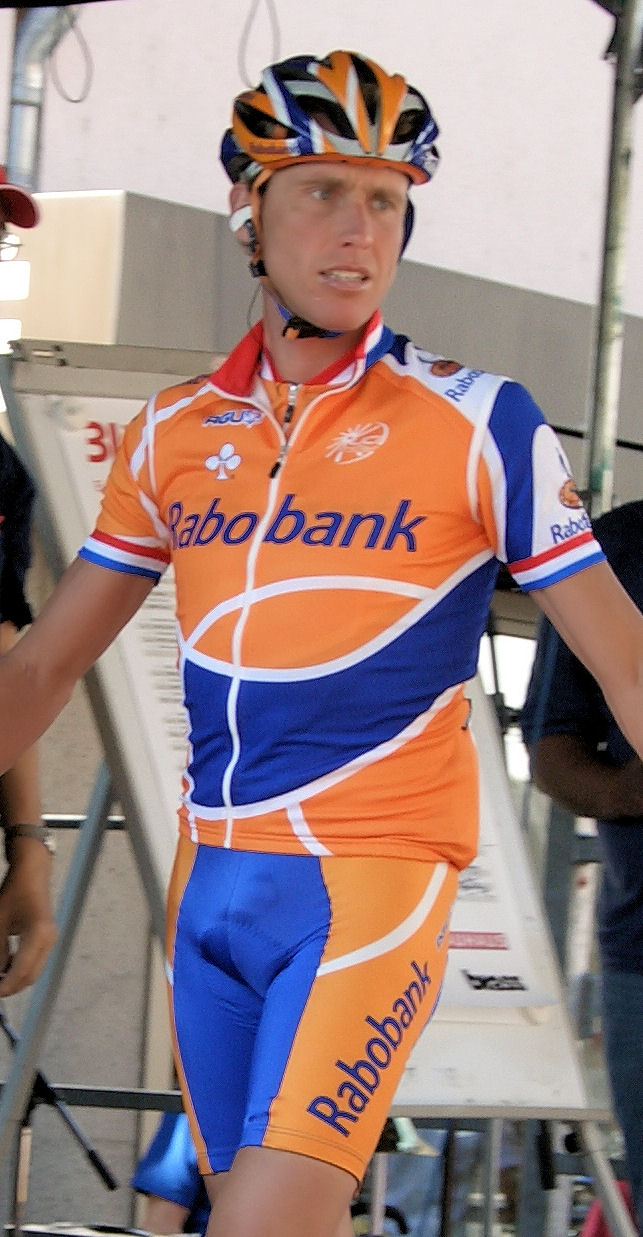
Michael Boogerd

Michael Anthonie Boogerd (Den Haag, 28 mei 1972) is een voormalig beroepswielrenner. Hij was actief van 1994 tot en met 2007 en in die periode de succesvolste Nederlandse klassementsrenner. Zijn belangrijkste overwinningen zijn de Amstel Gold Race in 1999 en twee etappes in de Ronde van Frankrijk, een in 
1996 en een in 2002. Bovendien werd hij driemaal Nederlands kampioen. Boogerd gaf in 2013 toe tijdens zijn wielercarrière doping te hebben gebruikt.

## Carrière

### Begin van zijn carrière
Boogerd kreeg in 1994 zijn eerste profcontract bij de wielerploeg WordPerfect. Een jaar later veranderde dit team van naam en sponsor in Novell. In deze eerste twee jaar als professional reed Boogerd bescheiden ereplaatsen bij elkaar. Dit veranderde in 1996 toen Boogerd ging rijden in de wielerploeg van Rabobank, de opvolger van Novell. Rabobank wilde het Nederlandse wielrennen naar een hoger platform tillen en wilde dit doen door Nederlandse beloften meer kans te geven in grote wedstrijden en om structureel beloften naar de professionals door te laten stromen door middel van het RaboWielerPlan.

### Doorbraak
Dit legde Boogerd geen windeieren, want hij mocht dat jaar naar de Tour de France. Hij won er de zesde etappe in Aix-les-Bains door in de stromende regen in de laatste kilometers met Melchor Mauri te ontsnappen aan het peloton. Hij bleef de Spaanse renner voor, toen deze zich in een van de laatste bochten verremde. Deze overwinning zien veel kenners als de doorbraak van Boogerd, want hij begon zich daarna steeds meer te ontwikkelen als een klassiekerspecialist en ronderenner. In 1997 en 1998 werd Boogerd Nederlands kampioen bij de professionals en presteerde hij goed in de Tour de France. In 1997 werd hij zestiende en in 1998, in een door dopingschandalen uitgedund peloton, vijfde. In 1999 behaalde Boogerd overwinningen in Parijs-Nice en de Amstel Gold Race, waar hij Lance Armstrong in de sprint versloeg.

### Ronde van Frankrijk
De Tour van het jaar 1999 verliep minder goed voor Boogerd en hij sloot deze editie af als 56e. In 2000 reed Boogerd de Tour de France niet uit vanwege een valpartij en ondanks enkele overwinningen in Italië was dat jaar teleurstellend voor hem.
In 2001 kwam hij sterk terug. Het voorjaar was overweldigend met overwinningen in de Challenge Mallorca, Brabantse Pijl, etappes in de Ronde van Valencia en de Tirreno-Adriatico en het eindklassement van de Catalaanse Week. Ook in de Tour de France reed Boogerd goed en werd hij tiende in het eindklassement. Na de Ronde van Frankrijk reed Boogerd een goede Ronde van Rijnland-Palts waar hij de eerste etappe won. Tijdens het wereldkampioenschap dat jaar in Lissabon reed hij met Erik Dekker een sterke finale, waarbij hij in de laatste kilometer een aanval plaatste om een sprint te vermijden. Dit mislukte en Boogerd eindigde in het peloton.

### La Plagne
Het jaar 2002 begon redelijk, ook al won hij niets in het voorjaar. Hij reed zijn eerste Giro d'Italia, die hij zonder kleerscheuren doorkwam. Daarna volgde de Tour de France. Bij een van de etappes werd hij derde achter David Millar en David Etxebarria. Hij won de zestiende etappe die doorging als de Koninginnenrit met de Galibier, Télégraphe, Madeleine en de finish op La Plagne. Boogerd ging vroeg in de etappe in de aanval en kreeg een aantal vluchters mee, maar die reed hij er een voor een af. Tegenaanvallen van Carlos Sastre en Lance Armstrong sloeg hij af.
Later dat jaar won Boogerd de zesde etappe in de Ronde van Nederland.

### "Eeuwige tweede"
Het jaar 2003 begon goed voor Boogerd met een overwinning in de Brabantse Pijl. De Tour verliep wat moeizamer dan andere jaren maar hij werd desondanks 32e. In 2004 en 2005 kon Boogerd geen overwinningen op zijn erelijst bijschrijven. Desondanks reed Boogerd sterke voorjaren met vooral tweede plaatsen in bijvoorbeeld de Amstel Gold Race en Luik-Bastenaken-Luik. Boogerd eindigde diverse malen in de top tien van een klassieker.
In 2006 kon Boogerd eindelijk weer een overwinning noteren. Hij werd Nederlands kampioen door in de finale af te rekenen met de jonge Sebastian Langeveld. De Tour die daarop volgde was een succes voor de Rabobank-wielerploeg, waar Boogerd nog steeds voor reed. Boogerd klom als nooit tevoren met de besten mee omhoog. In de Pyreneeën reed hij de ene favoriet na de andere uit het wiel om zo zijn kopman Denis Mensjov in een gunstige positie te zetten. Als kers op de taart won Mensjov deze etappe door Levi Leipheimer en Floyd Landis in de sprint te verslaan. Uiteindelijk werd Boogerd dertiende in het eindklassement.
In 2007 reed hij zijn laatste tour en eindigde in het klassement als twaalfde. Boogerd offerde zijn eigen kansen op voor zijn kopman (net als in 2006) en sleurde kilometers lang aan kop van de voorste groep in dienst van zijn kopman. Zijn ploegmaat en geletruidrager Michael Rasmussen moest echter van de technisch directeur Theo de Rooij de ronde vier dagen voor het einde verlaten omdat hij gelogen zou hebben over zijn verblijfplaats vóór de ronde in juni.
Volgens Thomas Dekker zette Boogerd tijdens deze Tour acht keer een spuit Dynepo van 2000 eenheden en kreeg hij om de dag cortisonen toegediend onder een vals attest. De woensdag voor de proloog zou zijn gebleken dat hij een hematocrietwaarde van 50 had, wat precies op de grens is van wat is toegestaan. Om UCI-controles om de tuin te leiden zou Boogerd om zes uur 's ochtends op de donderdag voor de proloog een infuus met water ingebracht hebben.

### Einde carrière
Op 19 april 2007 had Boogerd aangekondigd dat hij na afloop van het wielrerseizoen zou stoppen met wielrennen. Hij wilde dat de Ronde van Lombardije in oktober zijn laatste officiële wedstrijd zou zijn, maar door een val in een training het weekend ervóór liep hij een knieblessure op, waardoor hij niet kon meedoen en het wereldkampioenschap enkele weken eerder zijn laatste profwedstrijd was. Voor het WK in Stuttgart maakte Boogerd samen met Thomas Dekker zijn voorraad Dynepo op. Op 21 oktober, de dag na de Ronde van Lombardije, nam hij afscheid van zijn supporters met een wielerkoers op de Cauberg die speciaal voor hem georganiseerd was.
Op 26 november werd Boogerd benoemd tot Ridder in de Orde van Oranje-Nassau tijdens het jaarlijkse wielergala. Ook kreeg hij de NSP-prijs 2007 van de Nederlandse Sport Pers voor de sportman die het beste heeft samengewerkt met de sportpers. Op 2 december, voorafgaand aan de Rabo Beach Challenge waaraan hij deelnam, werd aan hem de sportpenning van de gemeente Den Haag uitgereikt. Eind 2007 verscheen zijn biografie Boogie.

### Dopinggebruik
Op 15 januari 2008 maakte de Duitse televisiezender ARD een deel van een vermoede klantenlijst openbaar van de Weense bloedbank HumanPlasma, eigendom van de Oostenrijker Stefan Matschiner. Op deze lijst stond de naam van Michael Boogerd, evenals die van zijn ex-ploeggenoten Rasmussen en Mensjov. De renners werd bloeddoping verweten. Op 17 januari 2009 trok de ARD de beschuldigingen in en bood via sportpresentator Michael Antwerpes excuses aan.
Op zondag 12 juli 2009 werden zijn naam en die van Thomas Dekker genoemd door voormalig wielrenner Bernhard Kohl. Deze beschuldigde Boogerd opnieuw ervan klant te zijn geweest bij Matschiner. Op 6 november 2012 publiceerde de krant NRC Handelsblad een artikel waarin wederom werd gesteld dat Boogerd bloeddoping zou hebben gebruikt. In de maanden erna zouden veel ploeggenoten van hem uiteindelijk toegeven doping te hebben gebruikt, maar Boogerd bleef zwijgen.
Op 6 maart 2013 bekende Boogerd dat hij van 1997 tot aan het eind van zijn carrière in 2007 met doping vals gespeeld had. Hij had naar eigen zeggen in meerdere tijdvakken cortisonen en epo gebruikt en de laatste jaren van zijn wielerloopbaan bloedtransfusies ondergaan. Hij gaf expliciet aan geen andere verboden dopingmiddelen te hebben ingenomen. Volgens Boogerd had hij in die jaren ook schoon gereden, waaronder meerdere keren de Tour de France. Hij weigerde details te geven wanneer hij doping gebruikt had en wanneer niet. Ook noemde hij geen namen. De reden die hij noemde voor zijn dopinggebruik was dat hij zonder doping er bij de professionals niet aan te pas kwam.
Een week eerder had Matschiner verkondigd dat hij Boogerd vier rekeningen had gestuurd voor geleverde diensten ter waarde van 16.940 euro. Matschiner bevestigde op de dag dat Boogerd zijn dopinggebruik openbaarde, dat hij de oud-wielrenner bloedzakken had geleverd, maar ook dat hij hem Dynepo had verkocht, een hormoon dat het aantal rode bloedcellen vermeerdert en eveneens op de lijst van verboden middelen staat.
Met terugwerkende kracht werden diverse resultaten uit zijn palmares geschrapt.

## Na het wielrennen

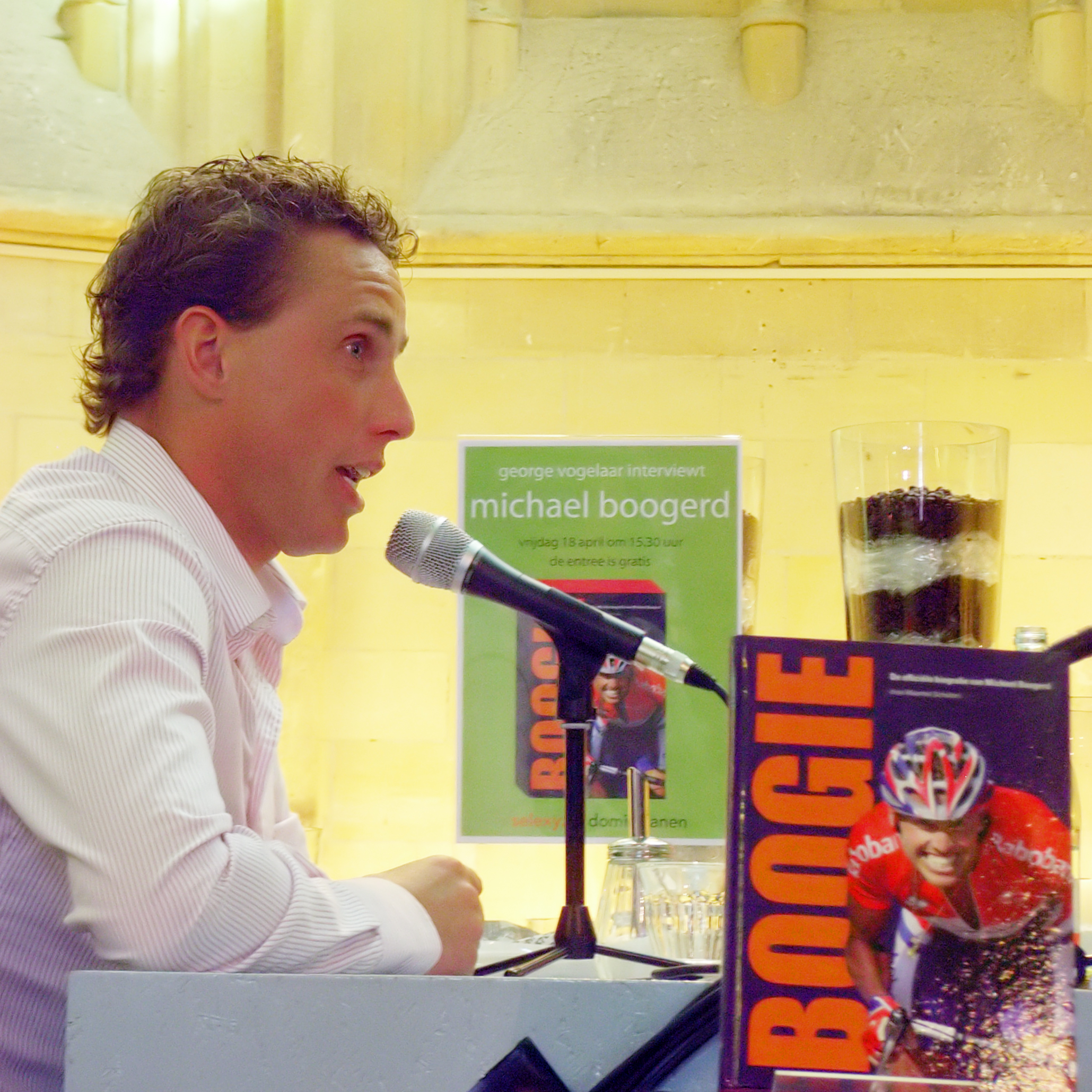
Michael Boogerd presenteert een boek over hem in Maastricht (2008)

Aansluitend op zijn rennersloopbaan ambieerde Boogerd een technische functie bij de Rabobank wielerploeg. Daar was geen plaats voor hem en hij ging promotionele en marketingwerkzaamheden verrichten voor sponsor Rabobank, waar hij in augustus 2008 mee stopte. In 2008 werd de eerste Boogie's Extreme gereden. Met ruim 2700 deelnemers werden drie afstanden gefietst (100, 150 en 235 kilometer) in Valkenburg. Eind 2008 deed hij mee aan Ranking the Stars, een programma van BNN.
In het seizoen 2009 gaat Boogerd meer actief worden op televisie, als presentator van Wielerland TV op RTL7. Dit wekelijkse programma begon op 18 april. Daarnaast schuift hij aan bij De Avondetappe van Mart Smeets.
Op 15 april 2011 won hij de finale van Sterren Dansen op het IJs bij SBS6. Boogerd is met enige regelmaat aanwezig bij de NOS als co-commentator bij wielrenwedstrijden. Met Maarten Scholten stelde hij voor 2012 en 2013 het handboek voor de Tour de France samen waarin het naslagwerk voor de etappes, renners en ploegen is opgenomen.
Vanaf 2013 is Boogerd analist bij het programma Tour du Jour en commentator voor NOS Studio Sport of Eurosport tijdens de Ronde van Frankrijk.
Boogerd trad begin 2015 aan als nieuwe teamleider van de pro-continentale wielerploeg Team Roompot. In januari 2016 werd hij echter geschorst voor werkzaamheden in de wielersport tot 21 december 2017, vanwege dopinggebruik tijdens zijn carrière als wielrenner. Hij stopte daarom als teamleider.
In het najaar van 2018 was Boogerd een van de deelnemers aan het programma Boxing Stars. Hij won de eerste ronde van Thomas Cox. In de halve finale verloor Boogerd de wedstrijd van Dan Karaty. Een aantal dagen later raakte Karaty geblesseerd en moest op doktersadvies stoppen. Boogerd nam daarom de finale van hem over. Hij vocht hierbij tegen Rein van Duivenboden.
In 2023 deed Boogerd mee aan het programma Special Forces VIPS waar hij in aflevering 6 opgaf na een handinfectie. In 2024 deed hij mee als secret singer aan het programma Secret Duets. In datzelfde jaar deed hij samen met Barbara Barend mee aan het programma Code van Coppens: De wraak van de Belgen. Ook deed Boogerd in 2024 samen met Roxane Knetemann mee aan het programma Top 4000 Muziekquiz.

## Privé
Boogerd trouwde in 2002 met voormalig Miss Nederland Nerena Ruinemans. In 2004 werd hun zoon geboren. In november 2009 ging het stel uit elkaar. Sinds 2011 woont Boogerd in België en heeft hij een relatie met zijn Sterren Dansen op het IJs-partner Darya Nucci. Zij hebben samen twee dochters.

## Trivia
- Michael Boogerd was in 1994, als 21-jarige renner van WordPerfect getuige in de Waalse Pijl van het trio van Gewiss Ballan dat vooraan weg reed gedrieën, waar Moreno Argentin won. Boogerd reed de koers uit en eindigde als 49e. Boogerd haalde deze wedstrijd aan in zijn dopingbekentenis. Tevens Lance Armstrong haalde deze aan in zijn bekentenis, voor die van Boogerd.
- Op 28 oktober 2000 was hij te gast in Dit was het nieuws, samen met Gert-Jan Dröge.
- Boogerd heeft, ondankse enkele zware vallen, nog nooit zijn sleutelbeen gebroken, waar de meeste wielrenners in hun carrière die wel een of meerdere keren breken.[23]
- Op de Cornelis Jetsesschool, een basisschool in Den Haag, zat Boogerd enkele jaren in dezelfde klas als de latere professionele tennisspeler Richard Krajicek[24].

## Palmares
Boogerd heeft in totaal 41 overwinningen op zijn naam staan. In 1997 en 1998 werd hij Nederlands kampioen.
| No. | Jaar | Kampioenschap                      | Land      |
| --- | ---- | ---------------------------------- | --------- |
| 1.  | 1996 | 6e etappe Tour de France           | Frankrijk |
| 2.  | 1997 | Nationaal Kampioenschap            | Nederland |
| 3.  | 1998 | 3e etappe Catalaanse Week          | Spanje    |
| 4.  | 1998 | Eindklassement Catalaanse Week     | Spanje    |
| 5.  | 1998 | Nationaal Kampioenschap            | Nederland |
| 6.  | 1999 | 3e etappe Ronde van Valencia       | Spanje    |
| 7.  | 1999 | 5e etappe Parijs-Nice              | Frankrijk |
| 8.  | 1999 | Eindklassement Parijs-Nice         | Frankrijk |
| 9.  | 1999 | Amstel Gold Race                   | Nederland |
| 10. | 1999 | Amsterdam Rai Derny Race           | Nederland |
| 11. | 1999 | Ronde van Emilië                   | Italië    |
| 12. | 1999 | GP Beghelli                        | Italië    |
| 13. | 2000 | 7e etappe Tirreno-Adriatico        | Italië    |
| 14. | 2001 | Trofeo Alcudia                     | Spanje    |
| 15. | 2001 | 1e etappe Ronde van Valencia       | Spanje    |
| 16. | 2001 | 4e etappe Ronde van Valencia       | Spanje    |
| 17. | 2001 | 7e etappe Tirreno-Adriatico        | Italië    |
| 18. | 2001 | Eindklassement Catalaanse Week     | Spanje    |
| 19. | 2001 | 1e etappe Ronde van Rijnland-Palts | Duitsland |
| 20. | 2001 | Brabantse Pijl                     | België    |
| 21. | 2002 | 16e etappe Tour de France          | Frankrijk |
| 22. | 2002 | 6e etappe Ronde van Nederland      | Nederland |
| 23. | 2003 | Brabantse Pijl                     | België    |
| 24. | 2006 | Nationaal Kampioenschap            | Nederland |

| No. | Jaar | Kampioenschap             | Land      |
| --- | ---- | ------------------------- | --------- |
| 1.  | 1996 | Klauterkoers Sweikhuizen  | Nederland |
| 2.  | 1996 | Mijl van Mares            | Nederland |
| 3.  | 1996 | Profronde van Stiphout    | Nederland |
| 4.  | 1996 | Profronde van Wateringen  | Nederland |
| 5.  | 1997 | Profronde van Heerlen     | Nederland |
| 6.  | 1997 | Profronde Chaam           | Nederland |
| 7.  | 1998 | Profronde van Boxmeer     | Nederland |
| 8.  | 1998 | Draai van de Kaai         | Nederland |
| 9.  | 2000 | Profronde van Hengelo     | Nederland |
| 10. | 2000 | Profronde van Pijnacker   | Nederland |
| 11. | 2001 | Profronde van Steenwijk   | Nederland |
| 12. | 2001 | Profronde van Wateringen  | Nederland |
| 13. | 2001 | Profronde van Spijkenisse | Nederland |
| 14. | 2002 | Draai van de Kaai         | Nederland |
| 15. | 2002 | Profronde van Zwolle      | Nederland |
| 16. | 2002 | Profronde van Boxmeer     | Nederland |
| 17. | 2002 | Gouden Pijl Emmen         | Nederland |
| 18  | 2002 | Profronde van Spijkenisse | Nederland |
| 19. | 2005 | Profronde van Boxmeer     | Nederland |
| 20. | 2006 | Profronde van Boxmeer     | Nederland |
| 21. | 2006 | Acht van Chaam            | Nederland |
| 22. | 2006 | Profronde van Oostvoorne  | Nederland |
| 23. | 2006 | Profronde van Zwolle      | Nederland |
| 24. | 2007 | Profronde van Boxmeer     | Nederland |
| 25. | 2007 | Profronde van Wateringen  | Nederland |
| 26. | 2007 | Profronde van Steenwijk   | Nederland |
| 27. | 2007 | Profronde van Zevenbergen | Nederland |
| 28. | 2007 | Profronde van Zwolle      | Nederland |

Doorgestreepte resultaten zijn het gevolg van een diskwalificatie wegens dopinggebruik.

## Resultaten in voornaamste wedstrijden
| Jaar | Ronde van Italië | Ronde van Frankrijk | Ronde van Spanje |
| ---- | ---------------- | ------------------- | ---------------- |
| 1994 |                  |                     |                  |
| 1995 |                  |                     | 42e              |
| 1996 |                  | 31e (1)             |                  |
| 1997 |                  | 16e                 |                  |
| 1998 |                  | 5e                  | 49e              |
| 1999 |                  | 56e                 |                  |
| 2000 |                  | opgave              |                  |
| 2001 |                  | 10e                 |                  |
| 2002 | 17e              | 12e (1)             |                  |
| 2003 |                  | 32e                 |                  |
| 2004 |                  | 74e                 |                  |
| 2005 |                  | 24e                 |                  |
| 2006 |                  | 13e                 | opgave           |
| 2007 |                  | 12e                 |                  |

| Jaar | Milaan-San Remo | Ronde van Vlaanderen | Amstel Gold Race | Luik-Bast.‑Luik | Ronde van Lombardije | Waalse Pijl | Brabantse Pijl | Clásica San Sebastián |  | WK op de weg |  | Wereldranglijsten |
| ---- | --------------- | -------------------- | ---------------- | --------------- | -------------------- | ----------- | -------------- | --------------------- |  | ------------ |  | ----------------- |
| 1994 |                 |                      |                  |                 | 36e                  | 49e         |                | 69e                   |  | opgave       |  |                   |
| 1995 |                 |                      |                  |                 |                      |             |                | 72e                   |  | opgave       |  |                   |
| 1996 | 51e             |                      | 67e              |                 |                      | 28e         | 10e            | 36e                   |  | opgave       |  |                   |
| 1997 |                 |                      | 47e              | 51e             | 40e                  | 14e         | ↑              | 42e                   |  | 50e          |  |                   |
| 1998 | 37e             |                      | 4e               | 5e              | ↑                    | 12e         | ↑              | 40e                   |  | 6e           |  | 5e (UWB)          |
| 1999 | 47e             |                      | ↑                | ↑               | 15e                  | 5e          |                | 9e                    |  | 14e          |  | (UWB)             |
| 2000 |                 |                      | ↑                | 17e             | 16e                  | 13e         | 8e             | 129e                  |  | 11e          |  | 15e (UWB)         |
| 2001 |                 |                      | 9e               | 5e              | ↑                    | 9e          | ↑              |                       |  | 43e          |  |                   |
| 2002 |                 |                      | ↑                | 13e             | 6e                   | 9e          | 9e             | 138e                  |  | 109e         |  | 12e (UWB)         |
| 2003 |                 | 9e                   | ↑                | ↑               | 10e                  | 12e         | ↑              | 8e                    |  | 5e           |  |                   |
| 2004 |                 | 20e                  | ↑                | ↑               | ↑                    |             | ↑              | 73e                   |  | 7e           |  |                   |
| 2005 |                 |                      | ↑                | ↑               |                      |             |                |                       |  | -18e         |  |                   |
| 2006 |                 |                      | ↑                | -5e             | -8e                  |             |                |                       |  | -28e         |  |                   |
| 2007 |                 | -9e                  | -5e              | -6e             |                      |             | -6e            |                       |  | -12e         |  |                   |

Doorgestreepte resultaten zijn het gevolg van een diskwalificatie wegens dopinggebruik.

## Olympische Spelen
2004 - Wegwedstrijd: Niet Gefinisht

## Ploegen
| Jaar | Ploeg       | Land      | Overwinningen                  |
| ---- | ----------- | --------- | ------------------------------ |
| 1993 | WordPerfect | Nederland | 0                              |
| 1994 | WordPerfect | Nederland | 0                              |
| 1995 | Novell      | Nederland | 0                              |
| 1996 | Rabobank    | Nederland | 5                              |
| 1997 | Rabobank    | Nederland | 3                              |
| 1998 | Rabobank    | Nederland | 5                              |
| 1999 | Rabobank    | Nederland | 7                              |
| 2000 | Rabobank    | Nederland | 4                              |
| 2001 | Rabobank    | Nederland | 9                              |
| 2002 | Rabobank    | Nederland | 8                              |
| 2003 | Rabobank    | Nederland | 1                              |
| 2004 | Rabobank    | Nederland | 0                              |
| 2005 | Rabobank    | Nederland | geschrapt wegens dopinggebruik |
| 2006 | Rabobank    | Nederland | idem                           |
| 2007 | Rabobank    | Nederland | idem                           |